# Atempa, Ahuacatlán
Atempa är en ort i Mexiko.   Den ligger i kommunen Ahuacatlán och delstaten Puebla, i den sydöstra delen av landet, 140 km öster om huvudstaden Mexico City. Atempa ligger 1 474 meter över havet och antalet invånare är 368.
Terrängen runt Atempa är kuperad åt nordväst, men åt sydost är den bergig. Runt Atempa är det ganska tätbefolkat, med 160 invånare per kvadratkilometer. Närmaste större samhälle är Zacatlán, 10,9 km sydväst om Atempa. I omgivningarna runt Atempa växer i huvudsak blandskog.